# Бинт Занкиджа
Бинт Занкиджа (? — после 1220 года) — певица при дворе хорезмшаха Ала ад-Дин Мухаммеда, а затем при дворе Чингисхана. О её жизни и происхождении мало что известно; она была певицей при дворе хорезмшаха Ала ад-Дин Мухаммеда, но в 1220 году вместе с членами семьи хорезмшаха, среди которых была его мать Теркен-хатун, многочисленный гарем и дети попали в плен к монголам и были доставлены ко двору Чингисхана. Среди пленных были придворные певицы, среди которых была Бинт Занкиджа, которая среди певиц была красивая и привлекательная. 
Врач Зайн, который ранее вылечил Чингисхана от воспалений глаз, выпросил её для себя. Упоминается, что она ненавидела своего хозяина, который жестоко с ней обращался и сбежала от него к одному из бывших советников Мухаммеда Низаму-ал-Мульку и проживала у него в доме. Вскоре он был убит по приказу Чингисхана, а дальнейшая судьба Бинт Закинджи неизвестна.

## В литературе
Стала второстепенной героиней романа «Чингисхан» и повести «На крыльях мужества» советского писателя Василия Яна. В произведениях она показана не только как певица, но как и переписчица книг и писарь.